# Cétohexose
Un cétohexose  est un ose composé de six atomes de carbone (hexose) et dont le deuxième carbone possède une fonction cétone (C=O), cequi range la molécule dans la famille des cétoses.
On distingue quatre D-cétohexoses :

Psicose (ou allulose)
Fructose (ou gluculose)
Sorbose (ou gululose)
Tagatose (ou galactulose)